# Trollgölen, Småland
Trollgölen är en sjö i Hylte kommun i Småland och ingår i Fylleåns huvudavrinningsområde. Sjöns area är 0,002 kvadratkilometer och den befinner sig 155 meter över havet.